# ستيف سوتو
ستيف سوتو (بالإنجليزية: Steve Soto)‏ هو موسيقي أمريكي، ولد في 23 أغسطس 1963، وتوفي في 27 يونيو 2018.

## وصلات خارجية
- ستيف سوتو على موقع IMDb (الإنجليزية)
- ستيف سوتو على موقع ميوزك برينز (الإنجليزية)
- ستيف سوتو على موقع ديسكوغز (الإنجليزية)